# Anthospermum aethiopicum
Anthospermum aethiopicum är en måreväxtart som beskrevs av Carl von Linné. Anthospermum aethiopicum ingår i släktet Anthospermum och familjen måreväxter. Inga underarter finns listade i Catalogue of Life.